# Мельниково (Харьковская область)
Ме́льниково (укр. Мельникове) — село в Валковской городской общине Богодуховского района Харьковской области Украины.
Код КОАТУУ — 6321284001. Население по переписи 2001 г. составляет 524 (239/285 м/ж) человека.
До 2020 года является административным центром Мельниковского сельского совета, в который, кроме того, входили сёла
Вишневое,
Великая Губщина,
Михайловка,
Нестеренки,
Риздвяное,
Скельки,
Сухая Балка и
Яхременки.

## Географическое положение
Село Мельниково находится в месте впадения реки Грушевая в реку Орчик.
Село вытянуто вдоль реки Грушевая на 6 км, выше по течению примыкает к селу Водяная Балка, ниже по течению — сёла Михайловка и Вишневое.
Части села раньше назывались Малая Губщина, Рудое и Ольховщина.

## История
- 1820 — год основания.

## Экономика
- «Мельниково», сельскохозяйственное ЧП.

## Объекты социальной сферы
- Детский сад.
- Школа.
- Клуб.
- Спортивная площадка.

## Достопримечательности
- Братская могила советских воинов и Памятный знак воинам-односельчанам. Похоронено 129 чел.